# Фернандес, Джиджи
Беатри́с (Джиджи) Ферна́ндес (исп. Beatriz "Gigi" Fernández; род. 22 февраля 1964 в Сан-Хуане, Пуэрто-Рико) — профессиональная теннисистка, выступавшая под флагом Пуэрто-Рико и США, бывшая первая ракетка мира в женском парном разряде. Двукратная олимпийская чемпионка в женском парном разряде (за США, в 1992 и 1996); 17-кратная победительница турниров Большого шлема в женском парном разряде, обладательница некалендарного Большого шлема за 1992—1993 год (шесть выигранных турниров подряд); победительница Кубка Федерации в составе сборной США (1990).

## Спортивная карьера
Беатрис Фернандес родилась в Пуэрто-Рико в 1964 году и в начале спортивной карьеры защищала цвета флага Пуэрто-Рико, став в 1983 году первой профессиональной спортсменкой в этой стране; впоследствии материально поддерживала Кристину Бранди, всю карьеру выступавшую как гражданка Пуэрто-Рико и занимавшую на пике карьеры 27 место в рейтинге WTA.
Уже на первом курсе учёбы в Клемсонском университете, в сезоне 1982/1983, её ждали большие успехи. Сначала выиграла с командой чемпионат Конференции атлантического побережья, а затем дошла до финала одиночного турнира NCAA и уступила Бет Херр из Университета Южной Калифорнии, была включена в символическую сборную спортсменов-любителей США в одиночном и парном разрядах. После этого сразу перешла в профессиональный теннис.
С 1988 года Джиджи Фернандес выступает за сборную США в Кубке Федерации. За это время она одержала 23 победы (20 в парах и 3 в одиночном разряде) и потерпела всего три поражения (2 в парах и одно в одиночном разряде). Фернандес четырежды играла в финалах этого турнира, но только однажды (в 1990 году) сумела его завоевать, когда сборная США обыграла в финале советскую команду. Остальные три раза Фернандес и её команда уступали в финале испанкам. Также теннисистка дважды выигрывала со сборной Кубок Уайтмена (1987—1988).
За время карьеры Фернандес выиграла два турнира WTA в одиночном разряде и 69 в парах, в том числе 17 раз побеждала в турнирах Большого шлема, первый из которых (Открытый чемпионат США) выиграла в 1988 году.
Большинство своих побед Фернандес одержала в паре с Натальей Зверевой, с которой играла начиная с 1991 года. На Открытом чемпионате Франции 1992 года эта пара начала серию из шести подряд побед на турнирах Большого шлема; в результате Зверева и Фернандес стали одними из немногих обладательниц некалендарного Большого шлема в парном разряде. Всего же за 1993 год их пара выиграла 13 турниров, в том числе итоговый турнир года (второй раз они выиграли этот трофей год спустя).
Помимо успехов в паре со Зверевой, Джиджи Фернандес дважды побеждала на Олимпийских играх в паре со своей однофамилицей Мэри-Джо Фернандес. Первый раз они завоевали «золото» на Олимпиаде 1992 года в Барселоне, победив испанок Мартинес и Санчес 7—5, 2—6, 6—2,а затем успешно защитили свой титул на Олимпиаде-96 в Атланте, обыграв в финале чешскую пару Новотна—Сукова со счётом 7—6(6), 7—4. На показательном турнире Олимпиады-84 в Лос-Анджелесе Джиджи Фернандес представляла Пуэрто-Рико и выбыла в первом же раунде, уступив западной немке Мириам Шропп со счётом 3—6, 5—7.
Хотя в активе Джиджи Фернандес нет побед в смешанном парном разряде в турнирах Большого шлема, в 1995 году она в паре с Сирилом Суком трижды пробивалась в финалы этих турниров.
Джиджи Фернандес пять раз признавалась WTA лучшей теннисисткой года в парном разряде: один раз в паре с Новотной и четыре раза в паре со Зверевой. В 2010 году Зверева и Фернандес были включены в списки Международного зала теннисной славы.
C 2002 по 2005 год тренировала женскую команду Южно-Флоридского университета, в 2017—2018 годах тренировала команду лиги World TeamTennis «Нью-Йорк Эмпайр». В 2003 году признана лучшим тренером года Пуэрто-Рико. Среди её учеников в разные годы были Лиза Реймонд, Ренне Стаббс и Саманта Стосур, Вильмари Кастельви.

## Участие в финалах турниров Большого шлема (26)

### Парный женский разряд (23)

#### Победы (17)
| Год  | Турнир                           | Партнёр             | Соперники в финале                      | Счёт в финале    |
| 1988 | Открытый чемпионат США           | Робин Уайт          | Патти Фендик Джилл Хетерингтон          | 6-4, 6-1         |
| 1990 | Открытый чемпионат США (2)       | Мартина Навратилова | Яна Новотна Хелена Сукова               | 6-2, 6-4         |
| 1991 | Открытый чемпионат Франции       | Яна Новотна         | Лариса Савченко-Нейланд Наталья Зверева | 6-4, 6-0         |
| 1992 | Открытый чемпионат Франции (2)   | Наталья Зверева     | Кончита Мартинес Аранта Санчес-Викарио  | 6-3, 6-2         |
| 1992 | Уимблдонский турнир              | Наталья Зверева     | Яна Новотна Лариса Савченко-Нейланд     | 6-4, 6-1         |
| 1992 | Открытый чемпионат США (3)       | Наталья Зверева     | Яна Новотна Лариса Савченко-Нейланд     | 7-6(4), 6-1      |
| 1993 | Открытый чемпионат Австралии     | Наталья Зверева     | Элизабет Смайли Пэм Шрайвер             | 6-4, 6-3         |
| 1993 | Открытый чемпионат Франции (3)   | Наталья Зверева     | Яна Новотна Лариса Савченко-Нейланд     | 6-3, 7-5         |
| 1993 | Уимблдонский турнир (2)          | Наталья Зверева     | Яна Новотна Лариса Савченко-Нейланд     | 6-4, 6-7(9), 6-4 |
| 1994 | Открытый чемпионат Австралии (2) | Наталья Зверева     | Мередит МакГрат Патти Фендик            | 6-3, 4-6, 6-4    |
| 1994 | Открытый чемпионат Франции (4)   | Наталья Зверева     | Линдсей Дэвенпорт Лайза Реймонд         | 6-2, 6-2         |
| 1994 | Уимблдонский турнир (3)          | Наталья Зверева     | Яна Новотна Аранта Санчес-Викарио       | 6-4, 6-1         |
| 1995 | Открытый чемпионат Франции (5)   | Наталья Зверева     | Яна Новотна Аранта Санчес-Викарио       | 6-7(6), 6-4, 7-5 |
| 1995 | Открытый чемпионат США (4)       | Наталья Зверева     | Рене Стабс Бренда Шульц-Маккарти        | 7-5, 6-3         |
| 1996 | Открытый чемпионат США (5)       | Наталья Зверева     | Яна Новотна Аранта Санчес-Викарио       | 1-6, 6-1, 6-4    |
| 1997 | Открытый чемпионат Франции (6)   | Наталья Зверева     | Лайза Реймонд Мэри-Джо Фернандес        | 6-2, 6-3         |
| 1997 | Уимблдонский турнир (4)          | Наталья Зверева     | Николь Арендт Манон Боллеграф           | 7-6(4), 6-4      |

#### Поражения (6)
| Год  | Турнир                           | Партнёр         | Соперники в финале                      | Счёт в финале    |
| 1991 | Открытый чемпионат Австралии     | Яна Новотна     | Патти Фендик Мэри-Джо Фернандес         | 7-6(4), 6-1      |
| 1991 | Уимблдонский турнир              | Яна Новотна     | Наталья Зверева Лариса Савченко-Нейланд | 6-4, 3-6, 6-4    |
| 1995 | Открытый чемпионат Австралии (2) | Наталья Зверева | Яна Новотна Аранта Санчес-Викарио       | 6-3, 6-7(3), 6-4 |
| 1995 | Уимблдонский турнир (2)          | Наталья Зверева | Яна Новотна Аранта Санчес-Викарио       | 5-7, 7-5, 6-4    |
| 1996 | Открытый чемпионат Франции       | Наталья Зверева | Линдсей Дэвенпорт Мэри-Джо Фернандес    | 6-2, 6-1         |
| 1997 | Открытый чемпионат США           | Наталья Зверева | Линдсей Дэвенпорт Яна Новотна           | 6-3, 6-4         |

### Смешанный парный разряд (3)

#### Поражения (3)
| Год  | Турнир                       | Партнёр   | Соперники в финале                 | Счёт в финале       |
| 1995 | Открытый чемпионат Австралии | Сирил Сук | Наталья Зверева Рик Лич            | 7-6(4), 6-7(3), 6-4 |
| 1995 | Уимблдонский турнир          | Сирил Сук | Мартина Навратилова Джонатан Старк | 6-4, 6-4            |
| 1995 | Открытый чемпионат США       | Сирил Сук | Мередит МакГрат Мэтт Луцене        | 6-4, 6-4            |

## Участие в финалах турниров WTA в одиночном разряде (6)

### Победы (2)
| №  | Год         | Турнир          | Уровень | Покрытие | Соперница в финале | Счёт в финале |
| -- | ----------- | --------------- | ------- | -------- | ------------------ | ------------- |
| 1. | 20 окт 1986 | Сингапур        | VS      | Хард (i) | Мерседес Пас       | 6-4, 2-6, 6-4 |
| 2. | 5 авг 1991  | Альбукерке, США | IV      | Хард     | Жюли Алар-Декюжи   | 6-0, 6-2      |

### Поражения (4)
| №  | Дата        | Турнир                 | Уровень | Покрытие | Соперница в финале  | Счёт в финале |
| -- | ----------- | ---------------------- | ------- | -------- | ------------------- | ------------- |
| 1. | 27 июн 1983 | USTA Pennsylvania, США | VS      | Хард     | Кэтлин Каммингс     | 6-0, 7-6      |
| 2. | 30 июл 1984 | Ньюпорт, США           | VS      | Трава    | Мартина Навратилова | 6-3, 7-6(3)   |
| 3. | 23 окт 1989 | Сан-Хуан, Пуэрто-Рико  | IV      | Хард     | Лаура Гильдемайстер | 6-1, 6-2      |
| 4. | 26 окт 1992 | Сан-Хуан (2)           | IV      | Хард     | Мари Пьерс          | 6-1, 7-5      |